# Убийца (фильм, 2015, США)
«Убийца» (исп. Sicario — сикарий) — остросюжетный фильм режиссёра Дени Вильнёва. Фильм был выбран для участия в основной конкурсной программе Каннского кинофестиваля 2015 года и вышел в прокат в США в сентябре 2015 года. Был крайне высоко оценён мировой кинопрессой, вошёл в подавляющее большинство списков лучших фильмов года.

## Сюжет

### Завязка
Во время операции ФБР с участием SWAT в городе Чандлер (Аризона) агент по розыску похищенных Кейт Мэйсер (Эмили Блант) и её напарник Реджи (Дэниэл Калуя) встречают вооружённое сопротивление. В доме нет заложников, зато в стенах спрятано множество (более 30) трупов (все люди были подвергнуты мучительной смерти от удушья при помощи полиэтиленовых пакетов). Когда сотрудники полиции обыскивают гараж во дворе дома, при попытке открыть люк подвала — раздаётся взрыв, погибают двое полицейских. Дом записан на влиятельного мексиканского предпринимателя Мануэля Диаса (Бернардо Сарачино), и Кейт хочет «докопаться» до него.

### Участие в спецоперации ЦРУ
Командир Кейт, Дейв Дженнингс (Виктор Гарбер), приглашает Кейт участвовать в специальной операции, которую возглавляет Мэтт Грэйвер (Джош Бролин), агент Отдела специальных операций ЦРУ и советник Министерства обороны США. Грэйвер объясняет, что Мануэль Диас возглавляет наркокартель Сонора в США, что у него есть брат Гильермо, а также загадочный двоюродный брат Фаусто Аларкон, третий глава картеля.
В самолёте по пути на военную базу в Эль-Пасо (Техас) Кейт знакомится с Алехандро (Бенисио Дель Торо). Во время совещания на базе выясняется, что готовится операция по экстрадиции Гильермо Диаса из Хуареса в США с участием бойцов подразделения «Дельта». Кейт пытается выяснить, на кого работает Алехандро, тот отвечает ей, что когда-то был мексиканским прокурором в Хуаресе, а сейчас работает на колумбийцев.
Кортеж ЦРУ забирает Гильермо из Мексики и вывозит его в США. По пути на мосту Америк происходит перестрелка, в которой бойцы отряда убивают множество вооружённых мексиканцев. Тем временем, некий коп из Феникса, знакомый Алехандро, оказавшийся на военной базе, сообщает ему о наличии тоннеля, связывающего Мексику с США, и призывает его поторопиться, так как «через 3 дня все гнёзда будут пусты». Алехандро допрашивает Гильермо, скорее всего, с применением пыток. На следующий день вся группа отправляется в Финикс, где Алехандро беседует с нелегальными рабочими-мексиканцами. Когда Реджи требует объяснить, что происходит, Грэйвер рассказывает, что где-то в районе Ногалеса (Аризона) есть тоннель, который они пытаются найти. Он также поясняет, что задача спецоперации — внести хаос в дела картеля и вынудить Диаса поехать в Мексику, что позволит выйти на главу картеля. С помощью нескольких мексиканцев, хорошо знающих пустыню, ЦРУ выясняет местоположение тоннеля.
Следующим этапом Грэйвер пытается перекрыть канал отмывания денег, устроив засаду возле банка и арестовав курьера. Он предупреждает Кейт, чтобы она не ходила в банк, но та не слушает его, «поднимает» все проводки и обнаруживает около 17 миллионов долларов, принадлежащих преступникам. Правда, пополнение счетов (как и говорил Грэйвер) вполне законно. Дженнингс объясняет Кейт, что Грэйвер всё делает правильно и что его методы одобрены на самом верху. Однако Кейт не нравятся такие методы. Она устала и хочет «оторваться».
Реджи приводит боевую подругу в бар «Дикий пони», где знакомит Кейт со своим приятелем Тедом (Джон Бернтал), тоже полицейским. Знакомство заканчивается на квартире у Кейт, где двое собираются заняться сексом. Но тут Кейт замечает у Теда разноцветный браслет (точно такой же, каким были перехвачены пачки денег у курьера Диаса). Тед нападает на неё и пытается задушить. От смерти полицейскую спасает Алехандро, который очень вовремя появляется с пистолетом. Грэйвер угрожает Теду и узнаёт от него имена других продажных полицейских, работающих на картель.
На следующее утро Мэтт и его команда получают подтверждение, что Диас направляется в Мексику. Кейт протестует и узнаёт от Грэйвера, что её участие и не требуется: она нужна была в команде только для того, чтобы ЦРУ могли проводить операцию на территории США. Реджи предлагает Кейт уйти, но та хочет участвовать, чтобы понять, чем всё закончится. Отряд «Дельта» штурмует тоннель, убивая всех кто там находится, Алехандро проникает на территорию Мексики и берёт в плен полицейского Сильвио (Максимилиано Эрнандес), который на полицейской машине доставляет наркотики до тоннеля (судя по бедности, в которой живет Сильвио, он вряд ли сотрудничает с наркоторговцами из-за денег). Кейт слышит, как тот называет его «Медельин». Женщина пытается остановить Алехандро, но тот стреляет ей в грудь (в бронежилет) и приказывает возвращаться в США.

### Месть «скорбящего прокурора»
Выйдя из тоннеля, Кейт требует от Мэтта объяснений. Тот признаёт, что всё это время группа помогала Медельинскому картелю из Колумбии, потому что торговля наркотиками будет происходить так или иначе, а ЦРУ нужно чтобы было некое равновесие. Он говорит Кейт, что Алехандро работает не на картель, а на любого, кто поможет ему расквитаться с убийцами его жены (которую обезглавили) и дочери (её утопили в кислоте). Но даже знание того, какой ужасной смертью они умерли, не заставляет Кейт переосмыслить всё, что она увидела за последнее время — в течение всей операции она озабочена её юридическими и этическими аспектами и не может принять борьбу с картелями вне правового поля.
Алехандро, которого «ведёт» по беспилотнику Грэйвер, на машине полицейского преследует Мануэля Диаса. Сильвио подчиняется его приказам и просит не убивать его, так как у него есть сын. Остановив машину Диаса, Алехандро убивает Сильвио, ранит Диаса в ногу и вместе с ним отправляется на виллу Аларкона. Смертельно ранив Диаса и застрелив всех охранников, он присоединяется к семейному ужину главы наркокартеля, во внутреннем дворике. Глава наркокартеля не боится смерти, а то, что Алехандро может убить его близких, ему и в голову не приходит: он ведёт себя крайне надменно. После краткой беседы Алехандро убивает его жену и двух детей, а затем и его самого со словами «Заканчивай свой пир!»

### Финал
Утром следующего дня Алехандро проникает в квартиру Кейт и, угрожая ей её же собственным оружием, заставляет подписать заявление о том, что все действия, в которых она принимала участие, были в рамках закона — в противном случае он инсценирует её самоубийство. Он также говорит Кейт, что она напоминает ему погибшую дочь. Когда женщина подписывает бумагу, убийца рекомендует ей уехать в тихое место, где соблюдают законы, потому что «здесь сейчас земля волков, а она не волк». Когда Алехандро уходит, Кейт берёт его на мушку пистолета, но выстрелить не может, что подкрепляет его недавнюю физическую «победу» над главой картеля своеобразной победой духа: он даже не боится — после всего, что сейчас произошло — оставить оружие служительнице закона, доказавшей свою оперативную бесполезность на этой войне.
Тем временем где-то в Мексике вдова Сильвио ведёт сына на футбольную тренировку. Матч прерывается на короткое время из-за перестрелки где-то в городе, но затем продолжается.

## В ролях
| Актёр                 | Роль                                                                |
| --------------------- | ------------------------------------------------------------------- |
| Эмили Блант           | специальный агент ФБР Кейт Мэйсер                                   |
| Джош Бролин           | агент ЦРУ Мэтт Грэйвер                                              |
| Бенисио Дель Торо     | Алехандро Гиллик оперативник Мэтта Грэйвера                         |
| Джон Бернтал          | Тед                                                                 |
| Джеффри Донован       | Стив Форсинг                                                        |
| Виктор Гарбер         | Дженнингс                                                           |
| Максимилиано Эрнандес | Сильвио мексиканский полицейский, доставляющий наркотики до границы |
| Рауль Трухильо        | Рафаэль                                                             |
| Дэниэл Калуя          | Рэджи                                                               |
| Бернардо П. Сарачино  | Мануэль Диас глава картеля Сонора в США                             |
| Хулио Чезар Седильо   | Фаусто Аларкон один из руководителей картеля по прозвищу «Палач»    |

## Производство
Съёмки фильма начались 30 июня 2014 года в Альбукерке, Нью-Мексико. В августе 2014 года Йохан Йоханнссон был выбран в качестве композитора.

## Музыка
В трейлере звучит музыка «Immediate Music — Mayday».

## Отзывы и оценки
Фильм получил крайне высокие отзывы критиков и вошёл в подавляющее большинство списков лучших фильмов года. По данным Rotten Tomatoes на февраль 2021 года, 92 % из 277 рецензий критиков были положительными, а средняя оценка составила 8,1 из 10. На сайте Metacritic рейтинг фильма 82 из 100, основанный на 48 рецензиях.

## Сиквел
В 2018 году вышел сиквел под названием «Убийца 2: Против всех» (англ. «Sicario: Day of the Soldado»), снятый режиссёром Стефано Соллимой. Из ролей первого фильма в сиквеле была продолжена история персонажей Бенисио Дель Торо, Джоша Бролина и Джеффри Донована. Автором сценария второго фильма стал также Тейлор Шеридан. Композитор первого фильма Йохан Йоханнссон умер 9 февраля 2018 года, и в продолжении его сменила Хильдур Гуднадоттир. Сиквел не повторил успеха первого фильма и получил гораздо более низкие оценки критиков.

## Награды и номинации
- 2015 — участие в конкурсной программе Каннского кинофестиваля.
- 2015 — специальная премия Spotlight Award Национального совета кинокритиков США, а также попадание в десятку лучших фильмов года.
- 2015 — приз Голливудского кинофестиваля за лучшую мужскую роль второго плана (Бенисио Дель Торо).
- 2015 — номинация на приз «Золотая лягушка» фестиваля Camerimage (Роджер Дикинс).
- 2016 — 3 номинации на премию «Оскар»: лучшая музыка к фильму (Йохан Йоханнссон), лучшая операторская работа (Роджер Дикинс), лучший звуковой монтаж (Алан Роберт Мюррей).
- 2016 — 3 номинации на премию BAFTA: лучшая мужская роль второго плана (Бенисио Дель Торо), лучшая музыка к фильму (Йохан Йоханнссон), лучшая операторская работа (Роджер Дикинс).
- 2016 — 4 номинации на премию «Сатурн»: лучший триллер, лучшая женская роль (Эмили Блант), лучшая музыка к фильму (Йохан Йоханнссон), лучший грим (Дональд Моуэт).
- 2016 — премия «Спутник» за лучший монтаж (Джо Уокер), а также 4 номинации: лучший фильм, лучшая мужская роль второго плана (Бенисио Дель Торо), лучшая операторская работа (Роджер Дикинс), лучший звук (Джон Т. Ритц, Том Озанич, Уильям Сарокин, Алан Роберт Мюррей).
- 2016 — 5 номинаций на премию «Выбор критиков»: лучший фильм, лучший фильм в жанре экшн, лучшая женская роль в жанре экшн (Эмили Блант), лучшая музыка к фильму (Йохан Йоханнссон), лучшая операторская работа (Роджер Дикинс).
- 2016 — номинация на премию Гильдии сценаристов США за лучший оригинальный сценарий (Тейлор Шеридан).
- 2016 — номинация на премию «Бодиль» за лучший американский фильм.
- 2016 — три номинации на премию Лондонского кружка кинокритиков: лучшая британская/ирландская актриса года (Эмили Блант), лучшая мужская роль второго плана (Бенисио Дель Торо), лучшее техническое достижение года (Том Озанич, за звуковой монтаж).